# Berg (Bas-Rhin)
Berg (elsässisch: Berich) ist eine französische Gemeinde mit 349 Einwohnern (Stand 1. Januar 2021) im Département Bas-Rhin in der Europäischen Gebietskörperschaft Elsass und in der Region Grand Est. Sie gehört zum Arrondissement Saverne und zum Kanton Ingwiller.

## Geografie
Genauso wie die benachbarte Ortschaft Thal liegt Berg nicht auf der Höhe, sondern in einer Talniederung.
Berg liegt in der vom Mühlbach geschaffenen Einbuchtung einer Schichtstufe im Muschelkalkgebiet des Krummen Elsass. Charakteristisches Landschaftselement sind die Hecken auf den steinigen Böden des Oberen Muschelkalks, denen der Landstrich die Bezeichnung Heckeland verdankt. (Bei vergleichbaren geologischen Verhältnissen gibt es östlich des Schwarzwaldes das Heckengäu.) Früher wurden an südexponierten Hängen Reben gepflanzt.
Das Dorf Berg hatte sich ursprünglich auf dem Kirchberg angesiedelt. Die Kirchbergkapelle geht auf die damalige Dorfkirche zurück. Das Dorf wurde im späten Mittelalter von seinen Bewohnern aufgegeben und an der jetzigen Stelle im Quellgebiet des Mühlgrabenbachs neu angelegt, wohl hauptsächlich der besseren Wasserversorgung wegen.

## Geschichte
Berg wurde 1361 als Bergue erstmals urkundlich erwähnt. Das Dorf kam im 14. Jahrhundert in den Besitz der Grafen von Saarwerden und ging 1527 durch die Heirat der Erbtochter Katharina mit dem Grafen Johann Ludwig von Nassau-Saarbrücken an das Haus Nassau-Saarbrücken. Da sich dieses der Reformation anschloss, wurde Berg evangelisch. In der Revolution kam Berg mit dem Besitz der gefürsteten Grafen von Saarbrücken-Nassau an Frankreich und wurde unter Berücksichtigung der Konfession nicht dem überwiegend katholischen Département Moselle, sondern dem Bas-Rhin zugeordnet.
Von 1871 bis zum Ende des Ersten Weltkrieges gehörte Berg als Teil des Reichslandes Elsaß-Lothringen zum Deutschen Reich und war dem Kreis Zabern im Bezirk Unterelsaß zugeordnet.

### Bevölkerungsentwicklung
| Jahr      | 1910 | 1962 | 1968 | 1975 | 1982 | 1990 | 1999 | 2007 | 2017 |
| --------- | ---- | ---- | ---- | ---- | ---- | ---- | ---- | ---- | ---- |
| Einwohner | 557  | 369  | 411  | 410  | 436  | 428  | 405  | 404  | 365  |

## Wappen
Wappenbeschreibung: In Silber ein grüner Dreiberg.

## Sehenswürdigkeiten

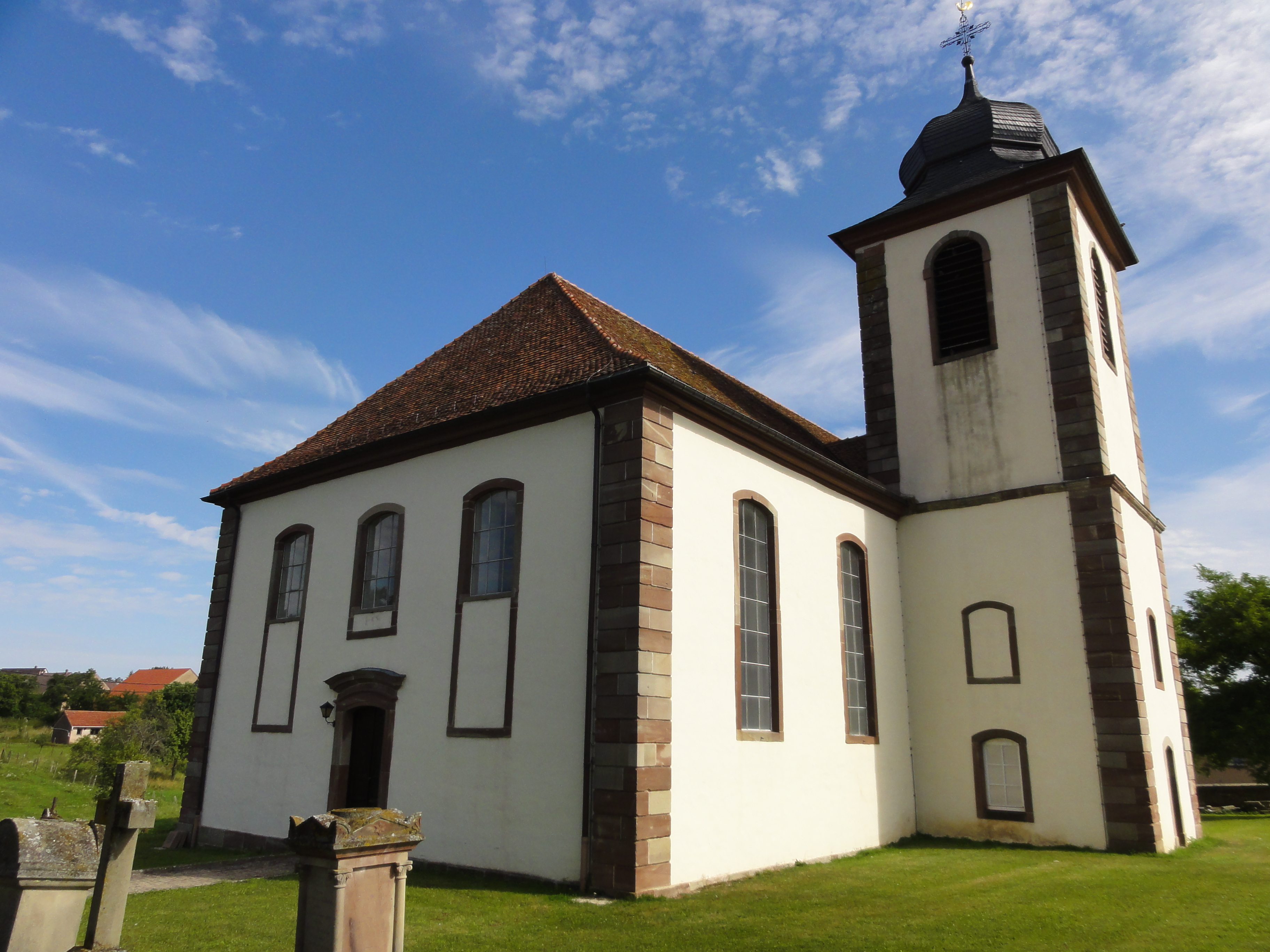
Protestantische Kirche in Berg

Die Kapelle auf dem Kirchberg, eine Landmarke im Krummen Elsass, geht auf die ehemalige Dorfkirche zurück. Romanischer Rundturm (nach Zerstörung im Zweiten Weltkrieg wieder aufgebaut) mit gekuppelten Schallöffnungen, gewölbter spätgotischer Chor. Das Schiff wurde Ende des 19. Jahrhunderts neu errichtet. Das Abbruchmaterial des Altbaues wurde beim Bau der katholischen Kirche in Thal verwendet.
Die Evangelische Kirche: Die 1773 eingeweihte Evangelische Kirche wurde gebaut nach Plänen von Friedrich Joachim Stengel, dem Hofbaumeister der Grafen von Nassau-Saarbrücken. Ein schlichter Bau der Louis-Seize-Zeit zwischen Barock und Frühklassizismus. Als protestantischer Predigtraum querrechteckig disponiert. Der Turm längsseits mittig angefügt.
Das Haus Nr. 75 an der Rue Principale besitzt einen aufwändig gestalteten Hauseingang: Klassizistische Schmuckelemente, Empirestil-Zöpfe über dem Oberlicht. Ein stattliches spätbarockes Anwesen ist das Haus Rue Principale Nr. 40: Eckquader, Segmentbogenfenster mit Schlusssteinen, mittig platzierte doppelläufige Freitreppe mit rundbogigem Abgang („Kellerhals“) zum Weinkeller, ein Hinweis auf den früher auch hier betriebenen Weinbau. Das dazugehörige Ökonomiegebäude mit streng symmetrischer Straßenfassade.

## Wirtschaft
Ein wichtiger Erwerbszweig ist die Landwirtschaft, die sich auf die Produktion von Obst und Getränken, darunter auch auf Apfelsaft, konzentriert.